# Wakonda
Wakonda é uma cidade  localizada no estado norte-americano de Dacota do Sul, no Condado de Clay.

## Demografia
Segundo o censo norte-americano de 2000, a sua população era de 374 habitantes.
Em 2006, foi estimada uma população de 341, um decréscimo de 33 (-8.8%).

## Geografia
De acordo com o United States Census Bureau tem uma área de
1,0 km², dos quais 1,0 km² cobertos por terra e 0,0 km² cobertos por água. Wakonda localiza-se a aproximadamente 424 m acima do nível do mar.

## Localidades na vizinhança
O diagrama seguinte representa as localidades num raio de 20 km ao redor de Wakonda.